# 안소정
안소정(1967년 9월 14일 ~)은 대한민국 가수로서 1999년 'KBS 도전주부가요스타' 왕중왕 전 최종 결선에서 대상을 수상하였다. 2019년 'MBN 보이스퀸' 경연대회에 참가, 김경호의 '나를 슬프게 하는 사람들'을 불러 폭발적인 샤우팅과 짙은 음색으로 당시 심사를 담당했던 로커 김경호씨를 울린 화제의 인물이 되기도 했으며 이 곡으로 참가자 중 최초로 유튜브 조회수 100만을 돌파하기도 했고. 네이버 실시간 검색어 1위도 했다.

## 방송
- 보이스퀸 (2019) - Top 14
- 라스트 싱어 (2020) - Top 10
- KBS 도전! 주부가요스타 (1999) - 대상
- KBS 도전주부가요스타 왕중왕전 - MVP상

## 음반
- MBN 보이스퀸 ROUND 1 (2019) '나를 슬프게 하는 사람들'
- MBN 보이스퀸 ROUND 2-1 (2019) '그대 그리고 나'
- MBN 보이스퀸 ROUND 4-1 (2020) '가을을 남기고 간 사람'
- MBN 보이스퀸 ROUND Semi Final (2020) '비와 당신'

- 노래 같지 않은 노래 (2023)
- 슬픈 눈물 (2022)
- 장산연가 (2022)
- 사랑후애 (2020)
- 나를 울리는 사랑
- 꼭꼭꼭
- 사랑의 엘리베이터
- 비의 탱고
- 나무와 새

## 수상
- 제29회 대한민국 문화연예대상 성인가요 부문 10대 가수상 (2022년)
- 제28회 대한민국 문화연예대상 성인가요 부문 10대 가수상 (2020년)
- 제8회 대한민국무궁화사랑 베스트무궁화인상 수상
- 제27회 대한민국 문화연예대상 성인가요 부문 10대 가수상 (2019년)